# گموندن (وستروالدکرایس)
گموندن (به آلمانی: Gemünden) یک شهر در آلمان است که در وستروالدکرایس واقع شده‌است.